# Комэнеску, Лазар

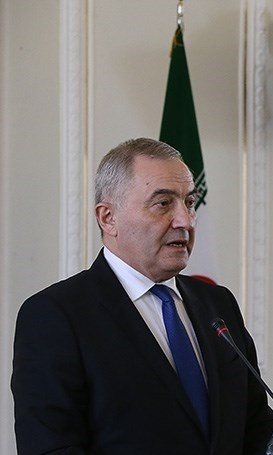
Лазар Команеску

Лазар Команеску (рум. Lazăr Comănescu; род. 4 июня 1949, Хорезу, жудец Вылча, Румыния) — румынский дипломат. Министр иностранных дел Румынии (15 апреля — 22 декабря 2008), (17 ноября 2015 — 4 января 2017). Доктор наук.

## Биография

### Образование и преподавательская деятельность
В 1967—1972 обучался на факультете международной торговли Бухарестской Экономической академии. В 1973 году стажировался в Сорбонне, после чего начал карьеру в дипломатии.
Работал до 1982 года. Позже занимался педагогической деятельностью. В 1982 — доцент Бухарестской Экономической академии. В 1983 году получил степень доктора наук.

### Дипломатическая деятельность
Вернулся в дипломатию в 1990 году. Работал в Министерстве иностранных дел Румынии сначала в должности консультанта. С 1994 — директор Европейского департамента Министерства иностранных дел. В 1995 году стал государственным секретарем.
В 1998—2001 годы являлся главой румынской миссии в НАТО в ранге посла. Затем до назначения его министром иностранных де, служил в качестве посла при Европейском Союзе.
Непродолжительное время занимал пост министра иностранных дел в кабинете Попеску-Тэричану (2008).
В феврале 2009 назначен послом Румынии в Берлине.
С ноября 2015 года по январь 2017 года — вновь министр иностранных дел Румынии.
На март 2023 года занимает должность Генерального секретаря ОЧЭС.

## Личная жизнь
Женат, имеет дочь. Говорит на французском, английском, испанском и немецком языках.